# Aeroporto Internazionale di Pafo
L'Aeroporto Internazionale di Pafo (IATA: PFO, ICAO: LCPH) (in greco Διεθνής Αερολιμένας Πάφου?, in turco Baf Uluslararası Havaalanı) si trova a 6,5 km (4,0 miglia) a sud-est dalla città di Pafo, a Cipro. È il secondo aeroporto più grande del paese dopo quello di Larnaca). L'aeroporto di Pafo è comunemente utilizzato da turisti in vacanza nella zona occidentale di Cipro, diretti in località famose come Limassol e la stessa Pafo.

## Storia
Nel maggio 2006, Hermes Airports Ltd ha assunto lo sviluppo, la costruzione e l'esercizio degli aeroporti di Larnaca e Pafo per un periodo di 25 anni. Nel novembre 2008 è stato inaugurato un nuovo terminal.
Secondo il gestore aeroportuale, l'aeroporto internazionale di Pafo ha servito 2 277 741 passeggeri nel 2015. Nell'aeroporto sono presenti anche una banca, ristoranti, caffetterie, bar, un duty-free shop e un negozio di souvenir. Altri servizi includono un servizio di assistenza turistica, noleggio auto, primo soccorso, una baby room e infrastrutture per disabili.
Una nuova strada a quattro corsie collega l'aeroporto con Pafo, per evitare il transito sulla statale B6 e la strada secondaria E603, che sono spesso fortemente congestionate.

## Statistiche
Questo grafico non è disponibile a causa di un problema tecnico.
Si prega di non rimuoverlo.
Vedi la query Wikidata di origine.